# X-Act Music Magazine
X-Act Music Magazine ist ein kostenloses, nicht gewinnorientiertes Kultur- und Musikmedium aus Österreich, das sich vor allem mit aktueller Independent-Musik, Film, Kunst, und Creatives beschäftigt. Ein Schwerpunkt liegt zudem auf Inhalten aus Österreich.
X-Act Music Magazine wurde 1995 gegründet und war das meistverkaufte in Österreich produzierte monatliche Musikmagazin. Es erschien monatlich mit einer Druckauflage von 60.000 Exemplaren. 2003 wurde das Printmagazin eingestellt und seit August 2015 erscheint X-Act Musicmagazine wieder online, sowie auf der Social Media Plattform Facebook.
Zu den Autoren gehören unter anderem Jüx Hummer, Timothy de Leo, Herbert Pablo Oczeret, Michael Stecher, Peter Pateck, Barbara Schäfer und Uli Stollwitzer. Frühere Kolumnistin war z. B. die Mitbegründerin Isabella Rozic.